# 石抹元毅
石抹元毅（1151年—1197年），金朝将领，本名神思，契丹族，石抹氏，咸平府路（今辽宁开原市东北）
酌赤烈猛安莎果歌仙谋克人。
石抹元毅武勇过人，以恩荫补任吏部令史，调任景州宁津令，入朝为大理知法，升任同知亳州（今安徽亳州市）防御使事。金章宗明昌元年（1190年），为大名等路提刑判官，升任汾阳军节度副使，改任同知武勝軍節度使事，调任彰德府治中。承安二年（1197年），授抚州（今河北张北县）刺史。蒙古军入边，率部属出抚州筹饷守边，与蒙古军遭遇，因众寡不敌战死，赠信武将军。其子石抹世勣。